# فاكلاف ستراكا
فاكلاف ستراكا (بالتشيكية: Václav Straka)‏ مواليد 24 مايو 1978 في تابور، تشيكوسلوفاكيا، هو لاعب كرة يد تشيكي. يلعب حاليا مع شتارت نوفي زامكي ويحمل الرقم 10.